# 斯韋登 (紐約州)
斯韋登（英語：Sweden）是一個位於美國紐約州門羅縣的鎮。

## 人口
根據2020年美國人口普查的數據，斯韋登的面積為87.62平方千米，當中陸地面積為87.23平方千米，而水域面積為0.39平方千米。當地共有人口13244人，而人口密度為每平方千米151人。